# Leão, o Africano
Alhaçane ibne Maomé Aluazane Alfassi (em árabe: حسن ابن محمد الوزان الفاسي; romaniz.: al-Hasan ibn Muhammad al-Wazzan al-Fasi; Reino de Granada, c. 1494 - Tunis, c. 1554), também chamado de Haçane Aluazane, João Leão de Médici (em italiano: Giovanni Leone di Medici) e Leão, o Africano foi um diplomata, geógrafo e explorador mourisco, conhecido por sua obra Descrittione dell’Africa (Descrição de África).

## Biografia
Leão nasceu no Reino de Granada em cerca de 1494 mas mudou-se para Fez ainda criança. Fez estudos universitários em Fez e acompanhou um seu tio como diplomata, tendo mais tarde servido ele mesmo como diplomata até que em 1518 foi capturado por piratas Espanhóis, de onde foi levado para Roma onde foi oferecido como presente ao Papa Leão X. Adotou o nome de João Leão de Médicis (Joannes Leo de Medicis em Latim)
Foi durante a sua estadia em Itália que escreveu uma boa parte da sua obra, incluindo a sua mais célebre obra "Della descrittione dell’Africa et delle cose notabili cheiui sono, per Giovan Lioni Africano" (Descrição de África e das coisas notáveis que aí existem).
É dito, mas disso não há provas históricas, que deixou Roma após o saque de 1527 e que terá morrido em Túnis já reconvertido ao Islão.

## Na ficção
Leão, o Africano, de Amin Maalouf, publicado em Português pela Editora Quetzal. Neste romance, Amin Maalouf relata a estória de Aluazane desde que em 1518, regressando de uma peregrinação a Meca, este é capturado por piratas que o presenteiam ao Papa Leão X. A sua vida a partir daí está cheia de peripécias e aventuras, marcadas por alguns dos mais importantes acontecimentos no Mediterrâneo do século XVI.

## Obras
Os três volumes da Descrição da África (em inglês), disponíveis on-line:
- «Volume 1»
- «Volume 2»
- «Volume 3»